# ウラジオストック演説
ウラジオストック演説（ウラジオストックえんぜつ）は、ソビエト連邦時代を含むロシア極東の都市、ウラジオストク市で行われた演説。特に、1986年にミハイル・ゴルバチョフ・ソ連共産党書記長が行った演説を指す。

## 1986年・ゴルバチョフ
1986年7月28日、当時のミハイル・ゴルバチョフ・ソビエト連邦共産党書記長がウラジオストク市でのレーニン勲章授与記念式典の演説で行なった演説。

### 演説内容
演説の内容はソビエト連邦はアジア太平洋地域の国の1つであるという認識のもと、主にソ連とアジア地域の国々との関係強化を訴えるものであった。また約30年近くソ連と対立を続けてきた中華人民共和国に対しては、ソ連側の譲歩による領土問題の解決と、中ソ国境に配備したソ連軍の兵力削減の意志を示した。更にこの演説の中でゴルバチョフは1979年以来アフガニスタンに駐留を続けているソ連軍の撤退を表明し、冷戦終結に向けた一歩となった。

## 2007年・プーチン
2007年1月、ロシア連邦大統領のウラジーミル・プーチンはウラジオストックで演説を行った。